# Ту-Гіллс
Ту-Гіллс (англ. Two Hills) — містечко в Канаді, у провінції Альберта, у складі муніципального району Ту-Гіллс № 21.

## Населення
За даними перепису 2016 року, містечко нараховувало 1352 особи, показавши скорочення на 2,0%, порівняно з 2011-м роком. Середня густина населення становила 400 осіб/км².
З офіційних мов обидвома одночасно володіли 15 жителів, тільки англійською — 1 135, а 115 — жодною з них. Усього 785 осіб вважали рідною мовою не одну з офіційних, з них 5 — одну з корінних мов, а 55 — українську.
Працездатне населення становило 465 осіб (58,1% усього населення), рівень безробіття — 6,5% (7% серед чоловіків та 5,6% серед жінок). 81,7% осіб були найманими працівниками, а 17,2% — самозайнятими.
Середній дохід на особу становив $38 319 (медіана $30 048), при цьому для чоловіків — $46 119, а для жінок $30 369 (медіани — $40 832 та $23 040 відповідно).
16,3% мешканців мали закінчену шкільну освіту, не мали закінченої шкільної освіти — 58,8%, 25% мали післяшкільну освіту, з яких 20% мали диплом бакалавра, або вищий.
| Статево-вікова структура населення | Статево-вікова структура населення | Статево-вікова структура населення | Статево-вікова структура населення | Статево-вікова структура населення |
| ---------------------------------- | ---------------------------------- | ---------------------------------- | ---------------------------------- | ---------------------------------- |
|                                    |                                    |                                    |                                    |                                    |
| Всього                             | Всього                             | 48,5%51,5%                         |                                    |                                    |
| 0 — 14 років                       | 0 — 14 років                       |                                    | 30,6%                              | 30,6%                              |
| 15 — 64 років                      | 15 — 64 років                      |                                    | 50,2%                              | 50,2%                              |
| 65 і більше                        | 65 і більше                        |                                    | 19,2%                              | 19,2%                              |
| 85 і більше                        | 85 і більше                        |                                    | 4,1%                               | 4,1%                               |
| Середній вік (років)               | Середній вік (років)               | 33,937,1                           | 35,5                               | 35,5                               |
| Медіана (років)                    | Медіана (років)                    | 29,231,4                           | 30,2                               | 30,2                               |
| — чоловіки — жінки                 |                                    |                                    |                                    |                                    |

| Походження мешканців:     | Походження мешканців:     | Походження мешканців: | Походження мешканців: | Походження мешканців: |
| ------------------------- | ------------------------- | --------------------- | --------------------- | --------------------- |
| Походження                |                           |                       | осіб                  | %                     |
| Корінні американці        | Корінні американці        |                       | 25                    | 1.85%                 |
| Інше північноамериканське | Інше північноамериканське |                       | 300                   | 22.19%                |
| Європейське               | Європейське               |                       | 895                   | 66.2%                 |
| британське                | британське                |                       | 150                   | 11.09%                |
| французьке                | французьке                |                       | 80                    | 5.92%                 |
| українське                | українське                |                       | 165                   | 12.2%                 |
| Латинськоамериканське     | Латинськоамериканське     |                       | 275                   | 20.34%                |
| Африканське               | Африканське               |                       | 15                    | 1.11%                 |

| Зайнятість населення за галузями (за класифікацією NOC): | Зайнятість населення за галузями (за класифікацією NOC): | Зайнятість населення за галузями (за класифікацією NOC): | Зайнятість населення за галузями (за класифікацією NOC): | Зайнятість населення за галузями (за класифікацією NOC): |
| -------------------------------------------------------- | -------------------------------------------------------- | -------------------------------------------------------- | -------------------------------------------------------- | -------------------------------------------------------- |
|                                                          |                                                          |                                                          |                                                          |                                                          |
| Управління                                               | Управління                                               |                                                          | 6,5%                                                     | 6,5%                                                     |
| Бізнес, фінанси та адміністрування                       | Бізнес, фінанси та адміністрування                       |                                                          | 6,5%                                                     | 6,5%                                                     |
| Природничі та прикладні науки                            | Природничі та прикладні науки                            |                                                          | 2,2%                                                     | 2,2%                                                     |
| Охорона здоров'я                                         | Охорона здоров'я                                         |                                                          | 12%                                                      | 12%                                                      |
| Освіта, правозахист, муніципальні та урядові служби      | Освіта, правозахист, муніципальні та урядові служби      |                                                          | 6,5%                                                     | 6,5%                                                     |
| Мистецтво, культура, відпочинок та спорт                 | Мистецтво, культура, відпочинок та спорт                 |                                                          | 2,2%                                                     | 2,2%                                                     |
| Роздрібна торгівля та послуги                            | Роздрібна торгівля та послуги                            |                                                          | 15,2%                                                    | 15,2%                                                    |
| Гуртова торгівля, транспорт та обладнання                | Гуртова торгівля, транспорт та обладнання                |                                                          | 33,7%                                                    | 33,7%                                                    |
| Природні ресурси, сільське господарство                  | Природні ресурси, сільське господарство                  |                                                          | 8,7%                                                     | 8,7%                                                     |
| Виробництво                                              | Виробництво                                              |                                                          | 5,4%                                                     | 5,4%                                                     |

## Клімат
Середня річна температура становить 1,8°C, середня максимальна – 21,3°C, а середня мінімальна – -22,1°C. Середня річна кількість опадів – 429 мм.
| Клімат поселення                              | Клімат поселення | Клімат поселення | Клімат поселення | Клімат поселення | Клімат поселення | Клімат поселення | Клімат поселення | Клімат поселення | Клімат поселення | Клімат поселення | Клімат поселення | Клімат поселення | Клімат поселення |
| Показник                                      | Січ.             | Лют.             | Бер.             | Квіт.            | Трав.            | Черв.            | Лип.             | Серп.            | Вер.             | Жовт.            | Лист.            | Груд.            |                  |
| Середній максимум, °C                         | −8,98            | −5,75            | 0,73             | 10,38            | 17,06            | 21,26            | 21,28            | 20,51            | 15,03            | 9,02             | −1,64            | −8,84            |                  |
| Середня температура, °C                       | −15,54           | −12,33           | −5,86            | 3,80             | 10,49            | 14,68            | 16,46            | 15,72            | 10,22            | 4,22             | −6,45            | −13,66           |                  |
| Середній мінімум, °C                          | −22,14           | −18,91           | −12,42           | −2,79            | 3,91             | 8,12             | 11,66            | 10,90            | 5,44             | −0,58            | −11,26           | −18,46           |                  |
| Норма опадів, мм                              | 20               | 13               | 18               | 26               | 43               | 74               | 80               | 61               | 40               | 17               | 17               | 20               |                  |
| Середньомісячна швидкість вітру, м/с          | 3.40             | 3.40             | 3.59             | 3.89             | 3.90             | 3.50             | 3.30             | 3.12             | 3.36             | 3.60             | 3.62             | 3.50             |                  |
| Середньомісячна сонячна радіація, кДж/м²·день | 3434             | 7091             | 12362            | 17370            | 20850            | 22062            | 22282            | 18454            | 12543            | 7425             | 3733             | 2518             |                  |
| --------------------------------------------- | ---------------- | ---------------- | ---------------- | ---------------- | ---------------- | ---------------- | ---------------- | ---------------- | ---------------- | ---------------- | ---------------- | ---------------- | ---------------- |
| Джерело:                                      |                  |                  |                  |                  |                  |                  |                  |                  |                  |                  |                  |                  |                  |